# Vier composities voor orkest
Vier composities voor orkest bestaat een viertal kortdurende composities van Aarre Merikanto. Merikanto had zijn moeilijke jaren voor wat betreft compositiestijl achter de rug en schreef in een wat makkelijker in het gehoor liggend idioom. Ook de orkestratie van het werk is behoorlijk uitgedund ten opzichte van eerder werk. Groot succes bracht het hem niet.
Merikanto schreef het werk voor:
- 1 dwarsfluit, 2 hobo’s, 2 klarinetten, 1 fagot
- 2 hoorns, 2 trompetten
- piano, celesta/harmonium
- violen, altviolen, celli, contrabassen